# アスケラン地区
アスケラン地区（アスケランちく、アルメニア語: Ասկերանի շրջան、ロシア語: Аскеранский район）は、かつてアゼルバイジャンのナゴルノ・カラバフを実効支配していたアルツァフ共和国（ナゴルノ・カラバフ共和国）の地区（ラヨン）。中心都市はアスケラン。
旧ナゴルノ・カラバフ自治州に設置されていた同名の地区を前身とし、ナゴルノ・カラバフ戦争（第一次ナゴルノ・カラバフ戦争）で旧自治州外のアグダム県を併合したが、2020年ナゴルノ・カラバフ紛争の停戦協定でアゼルバイジャンへ返還した。2023年9月には実効支配地域をすべて喪失し、以降は名目上の行政区画となっている。
アルツァフの東部に位置し、北をマルタケルト地区、東をアゼルバイジャン、南東をマルトゥニ地区、南をハドルト地区とシュシー地区、西をカシャタグ地区と接していた。また地区南西部に同国首都のステパナケルト特別市があった。アゼルバイジャン領復帰後はアゼルバイジャンのホジャリ県の一部となっている。
2020年紛争以前の面積は1,221.92平方キロメートル（1,165.75 km2 、1,196.3 km2 とする資料もある）。人口は1.7万人。

## 歴史
前身はアゼルバイジャン・ソビエト社会主義共和国内のナゴルノ・カラバフ自治州に設置されていた同名の地区。1991年9月2日に自治州がナゴルノ・カラバフ共和国（現在のアルツァフ）として独立宣言後、改めてアスケラン地区が発足した。なおアゼルバイジャン政府は11月26日にアスケラン地区をホジャリ県へ改編している。1992年2月、ホジャリでアルツァフ軍によるホジャリ大虐殺が発生した。
1993年7月23日、アルメニア軍は旧自治州外のアグダム県へ侵攻し、県の7割を占領した。県都アグダムはアゼルバイジャン人住民が逃亡し、ゴーストタウンと化した。
2020年ナゴルノ・カラバフ紛争（第二次ナゴルノ・カラバフ戦争）では地区南部のSghnakhをアゼルバイジャン軍に占領された。停戦協定では旧自治州外の占領地にあたるアグダム県を11月20日にアゼルバイジャンへ返還した。なおSghnakhなどは自治州時代にも含まれていた地域だったが、アルツァフへ返還されることはなかったため、2020年紛争以降のアスケラン地区は自治州時代よりも小さくなった。
2023年9月、アゼルバイジャンの軍事作戦によりアルツァフは降伏し、アスケラン地区はアゼルバイジャンの支配下に入った。以降は名目上の存在となったものの、行政長官は無給で引き続き公務に就いている。

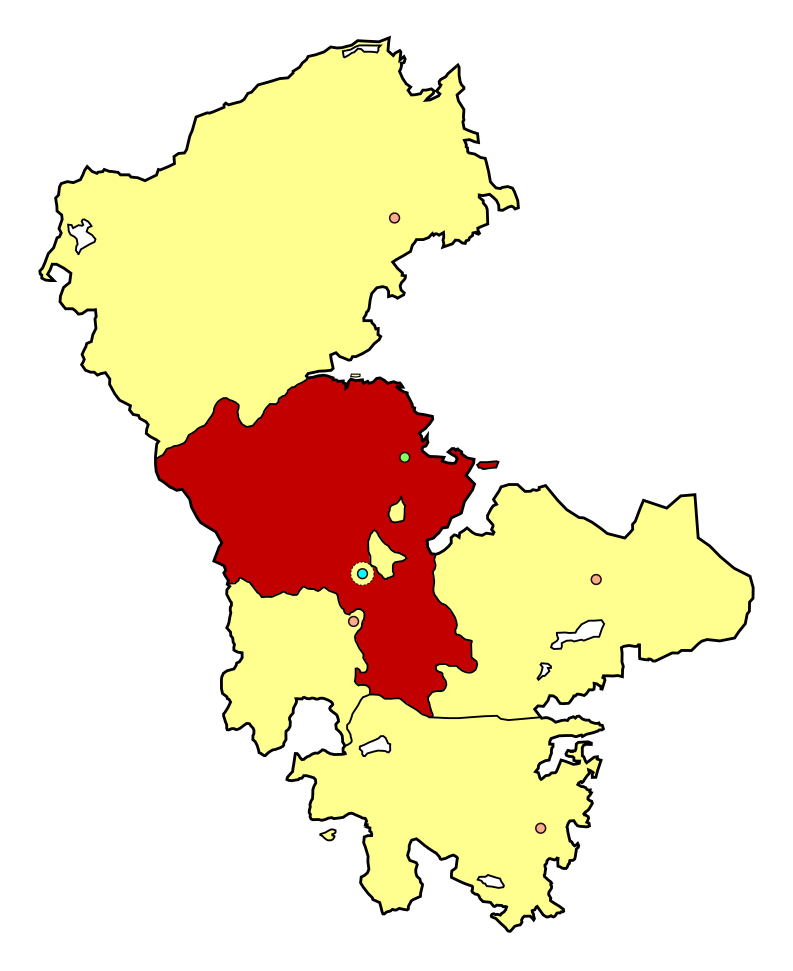
自治州時代の領域
2020年までの領域
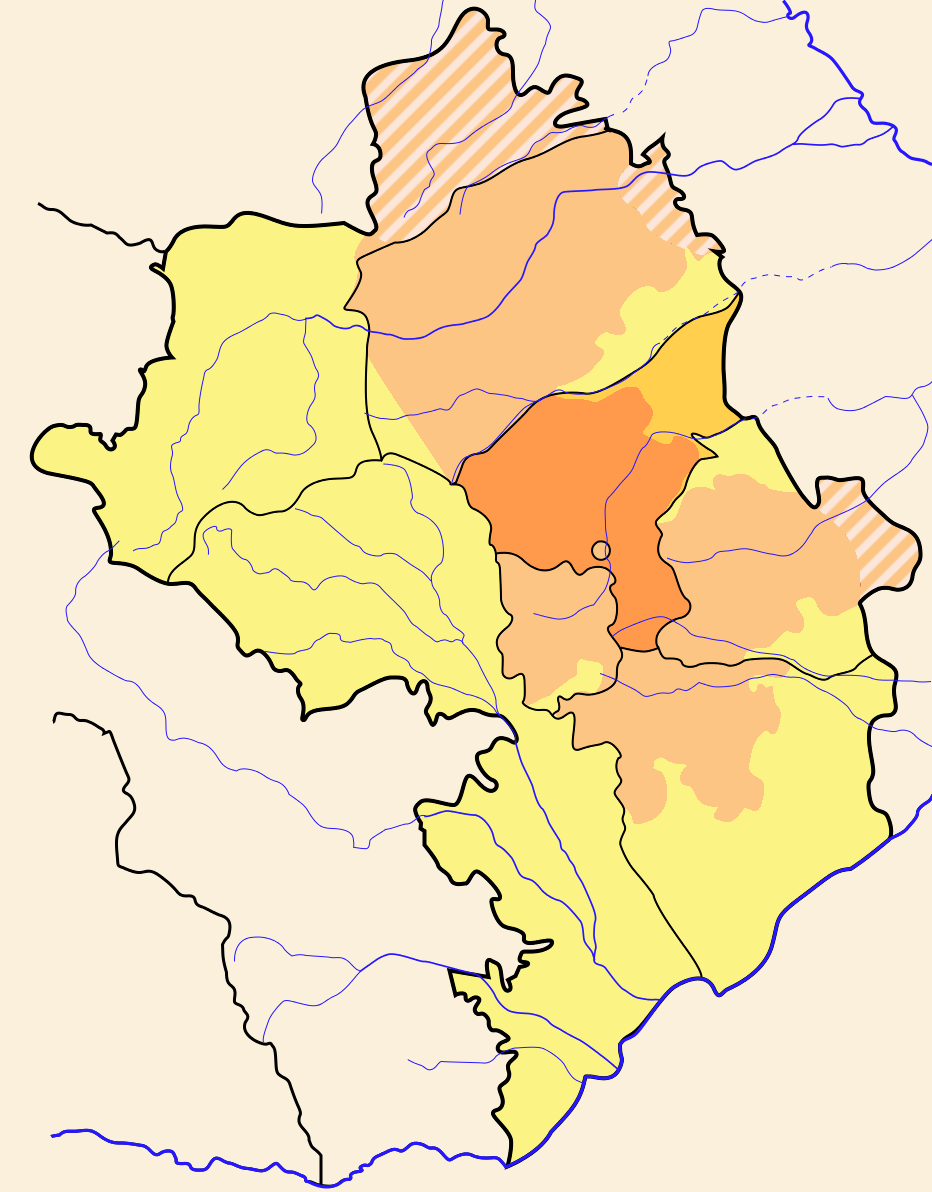
旧自治州と2020年までのアスケラン地区を重ね合わせた地図

## 都市
2020年1月時点で1都市と41農村共同体が所属している。
以下は2005年国勢調査に記載されている都市の一覧である。カッコ内はアゼルバイジャン語名。
都市
- アスケラン（ロシア語版）

村
- Aknaghbour（Qarabulaq、2020年11月7日に喪失[10]）
- Aygestan（Ballıca）
- Astghashen（Daşbulaq）
- Avetaranots（Çanaqçı、2020年11月9日に喪失[6]）
- Armenakavan（Xaçındərbətli、2020年11月20日に返還）
- Badara
- Berkadzor
- Dahrav（Qayabaşı）
- Dashushen（Daşkənd）
- イヴァニャン（ロシア語版）（2001年にホジャリから改称[11]）
- Lusadzor（Mehdibəyli）
- Khanabad（Xanabad）
- Khantsq（Xanyeri）
- Khachen（Seyidbəyli）
- Khachmach（Xaçmaç）
- Khnatsakh（Xanyurdu）
- Khndzristan（Almalı）
- Khramort（Pirlər）
- Tsaghkashat（Qışlaq）
- Karmirgyugh（Qızıloba）
- Harav（Harov）
- Hilis（Qarakötük）
- Hovsepavan
- Madatashen（Mədədkənd、2020年11月9日に喪失[6]）
- Mkhitarashen（Muxtar）
- Moshkhmhat（当時はQuşçubaba、2020年11月7日に喪失[10]）
- Nakhichevanik（Naxçıvanlı）
- Noragyugh（Təzəbinə）
- Nerkin Sznek（Aşağı Yemişcan）
- Shosh（Şuşikənd）
- Jraghatsner（Dəmirçilər、2020年11月9日に喪失[6]）
- レヴ（英語版）（シャルヴァ）
- Sarnaghbyur（Ağbulaq）
- Sardarashen（Sərdarkənd）
- Sarushen（Dağyurd）
- Sghnakh（Sığnaq、2020年11月9日に喪失[6]）
- Vardadzor（Pircamal）
- Verin Sznek（Yuxarı Yemişcan）
- Ughtasar（Şelli、2020年11月20日に返還）
- Parukh（Farux）
- Krasni（Dağdağan）

ゴーストタウン
- アクナ（2010年にアグダムから改称[5]）

## 住民
2020年1月1日時点の法定人口は17,000人で、総人口の11%を占める。住民のほとんどはアルメニア人である。アルツァフの支配下になる前はアゼルバイジャン人も居住していたが、第一次ナゴルノ・カラバフ戦争の際にほとんど脱出している。
国勢調査の地区人口および民族別人口の変遷は以下の表のとおり 。
| 民族               | 1939年 | 1959年 | 1970年 | 1979年 | 2005年 | 2015年 |
| ------------------ | ------ | ------ | ------ | ------ | ------ | ------ |
| アルメニア人       | 26,881 | 17.693 | 15,642 | 14,772 | 16,952 | -      |
| アゼルバイジャン人 | 2,014  | 2.884  | 3,785  | 5,231  | 2      | -      |
| ロシア人           | 305    | 75     | 6      | 53     | 7      | -      |
| その他             | 121    | 42     | 137    | 38     | 18     | -      |
| 地区人口           | 29,321 | 20,694 | 19,570 | 20,094 | 16,979 | 16,980 |

## 観光地

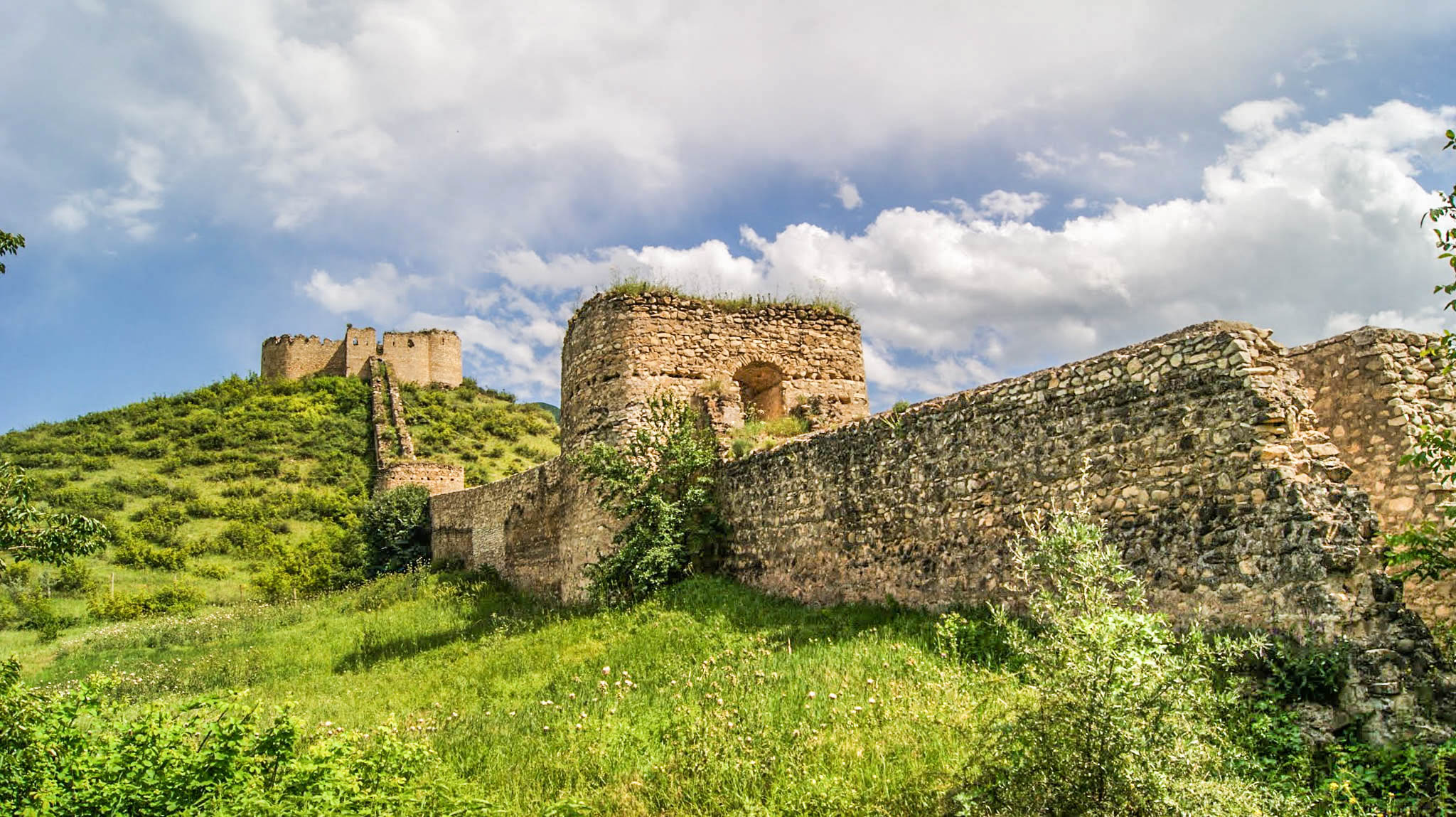
アスケラン要塞（2012年撮影）

アスケラン要塞、Avetaranots村の遺跡、アルツァフのティグラナケルトなど、多くの歴史的および建築的記念碑が保存されている。